# Edson Moura
Edson Moura (Tanquinho, 2 de fevereiro de 1950) é um político,  empresário e ex-apresentador de TV brasileiro.
Edson Moura, baiano de origem humilde, sem formação educacional trabalhou desde seus 10 anos de idade. Logo cedo, com sua visão empreendedora percebeu que para prosperar teria que deixar de ser empregado para ser patrão e também deixar o nordeste e mudar-se para o sudeste, região pujante e de futuro, trabalhou como empregado na CBI – Chicago Brigde and Iron Company, empresa multinacional americana de Illiniois da área de construção e montagem de Refinarias de Petróleo. Em um curto espaço de tempo passou por vários cargos e funções desde ajudante à chefe de almoxarife. Aos seus 20 anos de idade, com seu perfil empreendedor, deixa a CBI e abre sua primeira empresa na Capital de São Paulo, a Unison Gravações de Discos Ltda, em 1972.

## Carreira Empresarial
Mais tarde convidado pelo seu antigo empregador CBI – Chicago Brigde and Iron Company, volta a trabalhar, desta vez em Paulínia S.P na função de intérprete da língua inglesa e chefiando uma equipe de caldeiraria e traçagem. Mais uma vez motivado a se tornar empresário convida seu colega de trabalho engenheiro norte-americano Roy Orville Arnold para em paralelo, trabalhar nos períodos da noite, finais de semana e feriados, fundando assim na data de 23 de junho de 1975 em sociedade a empresa Arnold & Moura Industrial Ltda, que atuava na montagem de estruturas metálicas para usos residenciais (portas, portões e janelas), comerciais (coberturas e estruturas para postos de combustíveis) e industriais (peças para máquinas agrícolas e sistemas de combate à incêndio).
Com a visão no crescimento empresarial e com muita tenacidade, foram criadas outras empresas; no segmento da construção civil a 2M Engenheira & Construções Ltda.; atuando na construção de calçamentos, muros, construções residenciais e comerciais. Verticalizando, iniciou-se a 2M Artefatos de Cimento Ltda., fabricando: blocos, muros pré-moldado, postes de energia e artefatos de cimentos. Sempre com os olhos no futuro Edson Moura iniciou a fabricação de peças em fiberglass (inovadora técnica na época) desde pias, telhas, banheiras, acessórios para banheiros e cozinhas; até a criação de uma Patente de invenção do próprio Edson, denominado “Pipe Protector”, que é o protetor contra-queimaduras no escapamento de motocicleta, tornando-se desde então um acessório mundialmente obrigatório para proteção humana, nestes veículos e assim nasceram as filiais da 2M Industrial, com fábricas no estado de São Paulo e outra em Minas Gerais. Com a crescente demanda da construção civil, funda-se a 2M Tintas Ltda., deposito varejista de materiais para construção. Em 01/07/1988, estas empresas foram consolidadas em uma única empresa, a 2M do Brasil Indústria e Comércio Ltda.
Em 29/06/1994 nasce então a empresa TV Educativa de Paulínia Ltda. e em 20/11/1996 a TV Educativa Cidade das Flores Ltda. que vieram a fazer parte do Grupo com o objetivo difundir a Cultura e Educação ao oferecer conteúdo informativo, cultural, artístico, científico e fomentar a cidadania ao repetir o sinal da TV Cultura.
Ainda no início dos anos 90 com a abertura do mercado nacional de distribuição de combustíveis, até em tão restrito a poucas e grandes empresas internacionais (7 Irmãs). Edson Moura inspirado em suas primeiras atividades da sua adolescência; como lubrificador, trocador de óleo e frentista de Posto de Gasolina, funda em 13/03/1996 a Sauro Brasileira de Petróleo S.A, unido-se a um sócio com experiência em distribuição de Combustíveis, estes identificaram na região Centro-Oeste uma grande oportunidade de negócio e construíram a Base-Primária de Armazenamento de derivados de petróleo e etanol na cidade de Senador Canedo, Goiás, sendo esta o maior empreendimento da empresa.
Durante o desenvolvimento da Sauro Brasileira de Petróleo S.A foi definido como principal área de atuação com Rede de Postos própria e de franqueados o Estado de Goiás, sendo os primeiros Postos implantados nas cidades de: Goianira, Araçu, Trindade, Mozarlândia, Deuslândia, Vila Propício, Pirenópolis, Ceres, Inhumas, Nerópolis, Turvânia, Palmeiras de Goiás, Cesarina, Caldazinha, Hidrolândia, Indiara, Edealina, Rio Verde, Santa Helena, Aparecida de Goiânia e Goiânia. Além do fornecimento à terceiros.
Edson Moura, de origem humilde tendo que trabalhar desde muito jovem, lhe faltou condições de estudar, e por falta de formação educacional passou por diversos desafios pessoais e empresariais. Porém, percebeu que para empreender o ideal seria ter uma formação em administração. Assim, visando contribuir com outros jovens para que os mesmo não sofram as mesmas dificuldades, Edson criou o IBRAFEM – Instituto Brasileiro do Futuro Empresário Ltda. em 27/01/2003, com fins sociais e humanitários. Sendo este um Instituto de ensino técnico e superior para educar gratuitamente jovens com espírito empreendedor, oriundos de famílias de baixa renda. Formando até a presente data, mais de 400 administradores.
Em 2006, Sauro Brasileira de Petróleo S.A pela determinação federal e obrigatoriedade de aditivar Biocombustíveis, decide verticalizar no segmento e contribuir para solução ambiental, o Grupo realiza as aquisições das unidades produtoras: Biosauro Alcoois de Biodiesel Ltda, em Guararapes no estado de São Paulo, para a produção de Etanol Hidratado e Anidro, e para a produção de biodiesel adquiri também a Biobrás Indústria Química Ltda. em 10/11/2006 no estado de Mato Grosso. Posteriormente, adquiriu a empresa Brasil BioEnergética Álcool Ltda. para produção de Etanol hidratado no estado de Tocantins em 10/09/2009, pioneira do setor na região. Durante este período o Grupo de empresas chegou a empregar aproximadamente 1.000 (mil) colaboradores diretos e indiretos em todas as atividades das empresas.
Brasil BioEnergética
Em 2010 o grupo foi surpreendido por um grande incêndio que ocorreu sobre 1.200 hectares plantados de cana de açúcar em Tocantins, produção esta pertencente a Brasil BioEnergética Álcool Ltda., causando a perda de 120.000 toneladas de matéria prima, trazendo um prejuízo superior a R$ 17.000.000,00, e aliado aos fatos das recentes aquisições e investimentos nas Unidades Produtivas, deixou o grupo com baixa reserva de caixa. Iniciando assim a crise financeira no Grupo Econômico, também associado à falta de matéria prima disponível na região na época, devido a inexistência de outros produtores, todos estes fatos acarretaram na paralização total das unidades produtivas, e consequentemente forçando a dispensa da maioria dos funcionários e exaurindo assim o caixa. Com as rescisões trabalhistas, portanto comprometendo totalmente as receitas do Grupo, o capital de giro e o fluxo de caixa.
Para retomar as atividades das usinas, buscou-se parceiros financeiros e operacionais, porém sem sucesso, uma vez que o próprio setor sucroalcooleiros passava por uma grande crise naquele momento, conforme noticiando em todos os meios de comunição na época.
Esta crise do setor sucroalcooleiro iniciou devido a estratégia politica de preços baixos dos combustíveis pelo Governo Federal. Mantendo inalterado os mesmos, através do monopólio Petrobrás. Zerando a alíquota CIDE (imposto sobre a gasolina, agravando ainda mais a crise do setor, pois o preço do etanol não sofreu as correções necessárias devido a manutenção dos preços da gasolina e, em paralelo, houve o aumento nos custos de produção do etanol. A título de exemplo da gravidade da crise, em 2014, cerca de 83 das 331 unidades produtoras de etanol existentes no Brasil tiveram suas atividades encerradas.
Durante o período de 2011-2015 a Sauro Brasileira de Petroleo S.A permaneceu operando reduzidamente com a Distribuidora e a Rede de Postos, mas devido o grande acúmulo de débitos com fornecedores e colaboradores, parte da Rede de Postos foi vendida com a tentativa de ir saneando o grupo. Ocasionando a diminuição nas vendas e consequente redução de fluxo de caixa, e mais a negativação dos cadastros, impossibilitou possíveis tomadas de empréstimos e venda dos Ativos.
De 2015 a 2018 com o caixa escasso, foram sendo leiloados parte do patrimônio do Grupo, pelas ações trabalhistas e por valores insignificantes comparados com os valores reais de mercado, agravando ainda mais a situação econômica.
No entanto, o empresário Edson Moura continua sua luta incansável para salvar o Grupo, buscando soluções diversas e inclusive conquistando Investidores para garantir a sobrevivência das empresas. Neste momento está recebendo investimentos superior a R$ 3.000.000,00 para reformar um dos principais patrimônios do Grupo, a Base Primária de Armazenamento de Combustíveis em Senador Canedo. A qual encontra-se quase pronta para iniciar as suas operações, trazendo substanciais receitas para o saneamento econômico e financeiro do Grupo. Edson continua também colocando em ação outros planos de negócios para as demais empresas.

## Carreira política
Exerceu três mandatos como prefeito de Paulínia: 1993-1996, 2001-2004 e 2005-2008, tendo sido reeleito, pelo PMDB em 2004.
Em 1985, Edson Moura decide entrar para a política e se candidatar pelo PL (Partido Liberal) pela primeira vez a prefeito nas eleições da cidade de Paulínia-SP, finalizando o pleito em 3º lugar com 10,9% dos votos. A disputa política foi entre Benedito Carvalho (MDB) e o ex-prefeito Vicente Amatte (PTB/PDS).
Já na segunda participação, em 1988, no MDB Edson Moura, chegou em 2º lugar com quase 40% dos votos, disputando a eleição com o filho do ex-prefeito José Pavan.
Na disputa da 3º eleição consecutiva, Edson Moura, sai vitorioso da campanha para prefeito com quase 50% dos votos e assume o mandato em Janeiro de 1993. Confira as principais conquistas dessa época:
- Construção do Complexo Viário Laranjão;
- Construção do Parque Brasil 500;
- Sambódromo, Concha Acústica, Pavilhão de Eventos e salas de Aula;
- Construção do Portal Medieval;
- Construção do Portal Futurista;
- Construção do Pronto Socorro Municipal;
- Construção do Ginásio Poliesportivo do João Aranha;
- Construção do Conjunto Habitacional Jardim Leonor com 675 casas;
- Viabilização de verba CDHU e doação de terrenos para a construção do Conjunto Habitacional Jequitibá II com 210 casas;
- Viabilização de verba COHAB -Monte Alegre IV e V com 314 casas;
- Conjunto Habitacional Jardim Ouro Negro com 123 casas;
- Criação e Implementação da Coleta Seletiva de Resíduos Domiciliares;
- Projeto Lixo Zero 2020;
- Criação da Secretária de Meio Ambiente;
- Criação da Secretária de Turismo;
- Plebiscito do bairro de Betel;
- Construção da Escola Técnica de Paulínia;
- Construção da Escola de Construção Civil ;
- Sinduscon;
- Construção da Escola do SENAI;
- Construção da EMEI Leonor de Campos Pietrobom;
- Construção da EMEI Angelino Pigatto;
- Construção da Creche Angelino Pigatto;
- Creche Padre Anchieta II;
- Centro Comunitário do Morro Alto;
- Centro Comunitário do João Aranha; COFEP;
- Reforma da Praça Sagrado Coração de Jesus;
- Reforma da Praça Paul Percy Harris;
- Reforma do Parque Ecológico;
- Construção do Pier do Parque da Represa;
- Construção do Velório Municipal e ampliação do Cemitério Municipal;
- Ampliação do Centro Industrial Cascata;
- Construção do Parque da Flores;
- Biblioteca Virtual;
- Duplicação da Avenida José Paulino sentido SP332;
- Pavimentação da Estrada do Parque da Represa.

Em 1996, Edson Moura apoia seu vice-prefeito Adélsio Vedovello para a sucessão com êxito, assim continuando seu projeto administrativo para a cidade de Paulínia-SP. Sendo que 2001 a 2004 volta para cumprir seu segundo mandato e realizar novas ações na cidade:
- Construção do Rodoviária Shopping;
- Construção do Portal Colonial;
- Construção do Fontanário Municipal;
- Criação do Projeto Canarinho;
- Construção da Ponte Marginal SP 332;
- Centro Industrial Cascata;
- Duplicação da Rodovia José Lozano Araújo;
- Pavimentação da Avenida Roma;
- Centro Industrial;
- Aquisição da Área do Residencial Vida Nova;
- Construção da UBS Jardim Planalto;
- Construção da UBS Betel;
- Construção da UBS Cooperlotes;
- Construção do EMEF Betel;
- Creche Julio Perine I;
- Creche Julio Perine II;
- Creche Julio Perine III;
- Creche Benedito Carvalho Jr;
- Subsídio para o Paulínia Futebol Club.

Os indices de aprovação do prefeito não caem e mais um mandato é concedido pela população ao Edson Moura, cumprindo o seu 3º mandato de 2005 a 2008, nesse mais realizações foram possíveis através de muito trabalho:
- Construção novo Pronto Socorro;
- Construção do Teatro Municipal;
- Construção da Nova Prefeitura;
- Palácio Cidade Feliz;
- Construção do Portal Grego Romano;
- Criação do Polo Cinematográfico de Paulínia;
- Escola infantil de Cinema Lego Stop Motion;
- Escola Técnica Magia do Cinema;
- Escola de Efeitos Especiais Paulínia FX;
- Início da Construção do Residencial Pazetti com 883 casas;
- Construção da Avenida do Parque da Represa;
- Construção UBS São José;
- Construção UBS Amélia;
- Aquisição do Novo Cemitério;
- Construção do Centro Geriátrico.

### Outras Realizações
Durante seus últimos dois mandatos, foram criados o Polo Cinematográfico de Paulínia e o Festival Paulínia de Cinema, inserindo a cidade no contexto cinematográfico nacional e internacional. Também durante sua gestão, foi construído o Theatro Municipal de Paulínia.

## Carreira Artística
1993 - Edson Moura se torna apresentador de TV do programa “Domingo Feliz”, na retransmissora da Rede Manchete (TV Thaty) regional de Campinas, abrangendo mais de 50 cidades. Programa que se tornou relevante pela sua audiência no interior paulista e pela presença semanal em diferentes cidades com a estrutura de gravação em praças públicas e com a participação de importantes personalidades nacionais.
1995 - Devido ao grande sucesso do programa regional “Domingo Feliz”, Edson Moura foi convidado pelo fundador da Rede Manchete de televisão, Adolph Bloch, para estrear o programa “Brasil Feliz” em rede nacional. Reconhecido como a maior platéia da televisão brasileira gravado em praças públicas com a presença de 40 à 50 mil pessoas semanalmente em diferentes cidades do estado de São Paulo.
1997 - A convite do Bispo João Batista da Igreja Universal do Reino de Deus e, então, diretor da televisão Rede Record, Edson Moura transfere o programa “Brasil Feliz” para Rede Record para implementar a o crescimento da Rede, naquele momento recém adquirida pelo Bispo Edir Macedo.

## Inventor
Em 1980 inspirado por um acidente ocorrido com sua família durante um passeio de motocicleta em um final de semana, que Edson Moura concebeu o Pipe Protector. O Pipe Protector foi desenvolvido para proteger os motociclistas do escapamento das motocicletas. Devido as altas temperaturas que o exaustor das motos atingem e sua exposição próximo as pernas dos condutores e passageiros acarretava em inúmeros acidentes com queimaduras, inclusive de queimaduras de 3º grau. Assim, Edson patenteou o acessório no INPI – Instituto Nacional de Propriedade Industrial e o fabricou por 12 anos em suas 02 fábricas, em Paulínia- SP e em Eloi Mendes- MG.